# Cucharal
Cucharal es una localidad española ubicada en el término municipal de Casas de Lázaro, perteneciente a la provincia de Albacete, en la comunidad autónoma de Castilla-La Mancha.

## Historia
A mediados del siglo XIX, el lugar, ya por entonces una aldea perteneciente a Casas de Lázaro, tenía contabilizadas unas 18 casas. En 2024 la entidad singular de población tenía empadronados 30 habitantes y el núcleo de población 25 habitantes.